# Комплекс Старо село у Сирогојну
Комплекс Старо село се налази у Сирогојну, под заштитом је Завода за заштиту споменика културе Краљево. С обзиром да представља значајну историјску грађевину, проглашен је непокретним културним добром Републике Србије.

## Историја
Комплекс Старо село у Сирогојну је основан 1980. године и обухвата засеок формиран од пренетих кућа и помоћних зграда које су организоване у неколико домаћинстава, типичних за златиборски крај у прошлости. У етно-парку је приказана златиборска кућа, старовлашка брвнара у развојним фазама, као и начин организовања објеката у оквиру окућнице. Представља архитектуру и организацију насеља, породице и сеоске заједнице, као и привредну и економску основу и културу становања. У циљу оживљавања целине, део комплекса је добио нову намену па се у оквиру етно-парка налазе радионице за израду предмета занатске радиности, продавница сувенира, крчма и апартмани за боравак гостију. Поред објеката народне архитектуре, саставни део заштићене околине чини црква Светих апостола Петра и Павла са старим сеоским гробљем крај ње. Према изворима цркву је подигао протојереј Георгије Смиљанић уз помоћ приложника из околних села. Иконостас је дело зографа Симеона Лазовића који је на царским дверима оставио натпис са годином 1764. која служи као одредница за време изградње самог храма. Данашњи изглед је црква добила крајем 19. века када је замењен кров од шиндре, уклоњен дрвени трем и призидан спратни звоник. У централни регистар је уписан 2. октобра 2019. под бројем СК 84, а у регистар Завода за заштиту споменика културе Краљево 18. септембра 2019. под бројем СК 13.